# Vinh Sơn Tường
Vinh Sơn Tường hay Vinh Sơn Nguyễn Mạnh Tương là một chánh tổng theo đạo Công giáo, tử vì đạo dưới triều vua Tự Đức, được Giáo hội Công giáo Rôma phong Hiển Thánh vào năm 1988.
Ông sinh năm 1814 tại họ Phú Yên, làng Ngọc Cục, tỉnh Nam Định (nay thuộc giáo xứ Ngọc Tiên, xã Xuân Ngọc, huyện Xuân Trường, tỉnh Nam Định, Giáo phận Bùi Chu). Cha là Đaminh Tiên làm chánh trương họ đạo và mẹ là Maria Gương. Khi bị bắt, ông đang giữ chức chánh tổng, được dân làng trọng vọng. Ngày 14 tháng 9 năm 1861, quan phủ Xuân Trường áp dụng quy định của chiếu chỉ phân sáp, đòi buộc giáo dân Công giáo phải chà đạp ảnh thánh và tuyên bố bỏ đạo. Tuy nhiên, những người bị bắt làng Ngọc Cục vẫn giữ vững niềm tin nên bị đưa sang làng Bạch Cốc, huyện Vụ Bản, tỉnh Nam Định. Ngày 15 tháng 6 năm 1862 quan truyền cho ông Tương chà đạp Thánh Giá, nhưng ông không chịu. Ngày hôm sau, ông lãnh bản án xử trảm tại pháp trường Bạch Cốc.